# Casa da Índia

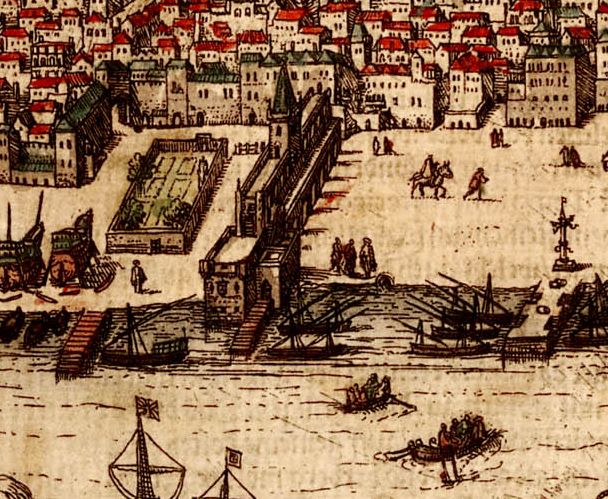
Der Paço da Ribeira (dt. Palast am Ufer) in dem sich die Casa da Índia befand. Gelegen am Tejo hatte es einen zentralen Turm (nach den Umbauarbeiten unter König Dom João III., genannt „der Kolonialherr“) und eine Terrasse vor dem Fluss. Auf der linken Seite befindet sich die Werft (pt. Ribeira das Naus) mit einigen im Bau befindlichen Schiffen. Die offene Fläche auf der rechten Seite ist der Terreiro do Paço mit dem Hafen und dem Pranger (pt. pelourinho). Stich von Georg Braun und Frans Hogenberg. Civitates Orbis Terrarum, 1572.

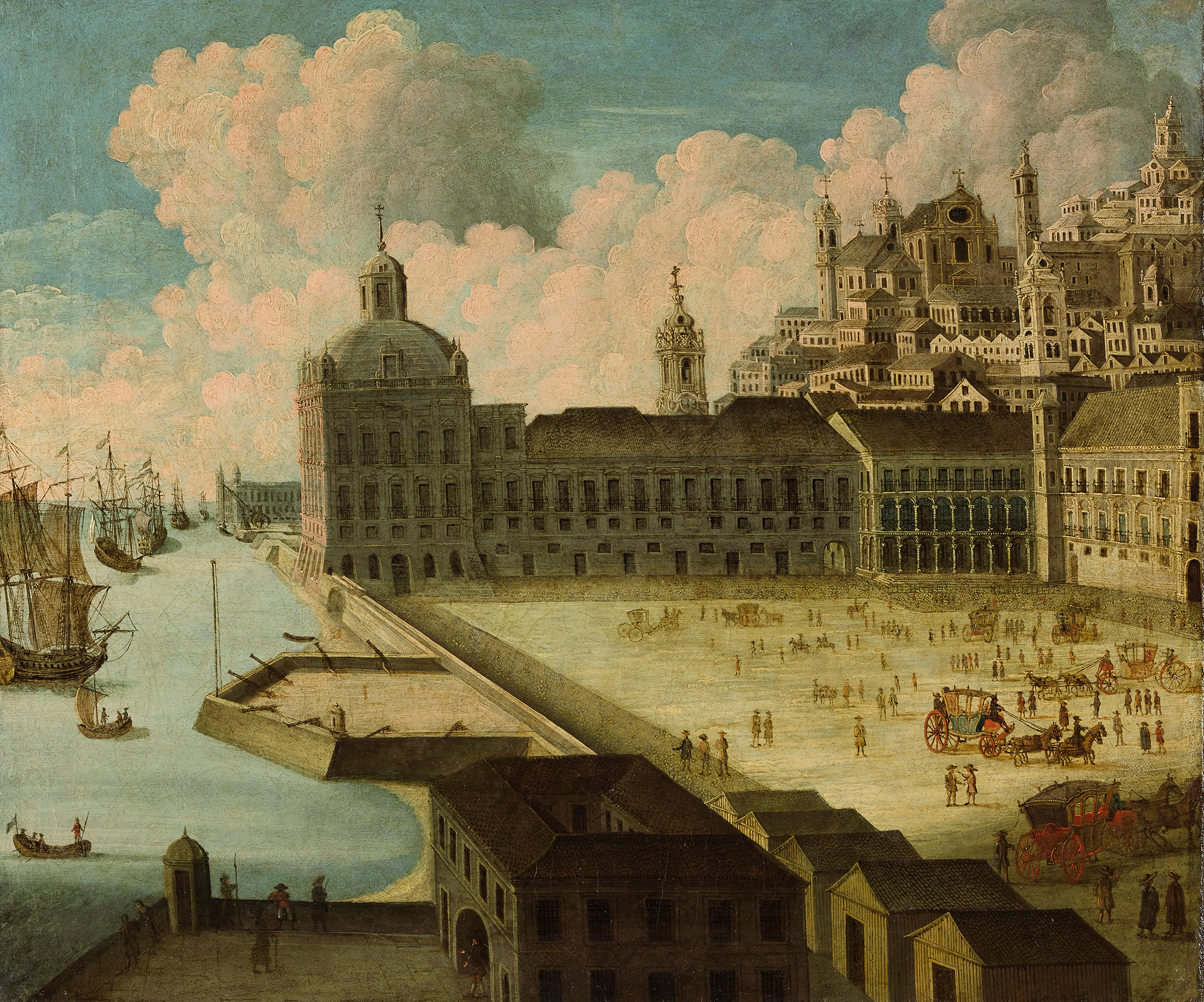
Der Palast am Ufer in seiner manieristischen und barocken Form Mitte des 18. Jahrhunderts, nur wenige Jahre vor seiner völligen Zerstörung am 1. November 1755 durch das große Erdbeben von Lissabon und den darauf folgenden Tsunami. Einschlägige Kartenwerke, Fachkenntnisse in der Geographie und Kartographie wurden dabei zerstört.

Die Casa da Índia (‚Indienhaus‘) in Lissabon wurde nach der Entdeckung des Seewegs nach Indien durch die Krone Portugals geschaffen. Diese Behörden hatten den gesamten portugiesischen Überseehandel zu verwalten und das königliche Monopol auf verschiedene Handelsgüter durchzusetzen.
Die Casa da Índia war sowohl Zentralbehörde für die Verwaltung fast aller Territorien in Übersee als auch zentraler Warenumschlagplatz bzw. Verrechnungsstelle für fast alle Bereiche des portugiesischen Überseehandels. Einzig der Handel mit Brasilien unterlag in den ersten Jahrzehnten nach der Entdeckung Südamerikas einem privaten Consortium unter Fernão de Noronha. Als Wirtschaftseinrichtung funktionierte sie dabei wie eine Faktorei bzw. eine Handelsniederlassung. Sie lag gleich neben dem Königspalast an der ribeira genannten, zentralen Gegend von Lissabon am Ufer des Tejo-Flusses. Ihr oblag ebenfalls die jährlichen Flotten, die sogenannten Armadas da Índia zu organisieren.
Die Vorläufer der Casa da Índia entstanden im Gefolge der portugiesischen Entdeckungsfahrten entlang der afrikanischen Küsten und den damit verbundenen Handelsmöglichkeiten.
Bereits 1434 wurde die Casa de Ceuta in Lissabon gegründet. Sie war jedoch wenig erfolgreich, da die Muslime nach der portugiesischen Eroberung von Ceuta im Jahre 1415 die mit der Stadt verbundenen Handelswege und Warenströme in andere Orte verlegten. Um 1445 folgten in Lagos an der Algarve die Gründungen der Casa de Arguim bzw. de Guiné, die beide, auch als Companhia de Lagos bezeichnet, der Entwicklung des portugiesischen Handels mit Westafrika dienten. Nach dem Tode Heinrich des Seefahrers wurde in den sechziger Jahren des 15. Jahrhunderts beide Häuser nach Lissabon verlegt und später in der Casa da Guiné e da Mina zusammengeführt, da die Portugiesen mit dem Fort São Jorge da Mina seit 1482 an der westafrikanischen Küste über einen florierenden befestigten Militär- und Handelsstützpunkt verfügten.
Mit der kommerziellen Erschließung im Rahmen des Indienhandels sowie dem Aufbau eines Systems von maritimen Handelsstützpunkten in Asien wurden um 1503 alle Aktivitäten in der Casa da Guiné, da Mina e da Índia zentralisiert, wobei die Bezeichnungen für die Casa in den Quellen variieren. Später häufig nur noch Casa da Índia genannt, wurde sie zur wichtigsten wirtschaftlichen Institution Portugals. An den jahrzehntelangen Erfahrungen der Portugiesen beim Aufbau eines überseeischen Handels- und Verwaltungsnetzes orientierten sich auch die spanischen Monarchen bei der Gründung ihrer Casa de Contratación 1503 in Sevilla.
1504 wurden alle Handelsaktivitäten mit Afrika und besonders die neuen Handelswege nach Asien der staatlichen Kontrolle durch das portugiesische Königshaus unterworfen, dem Vedor da Fazenda (oberster königlicher Finanzverwalter) unterstellt und in der Casa da Índia zusammengeführt. Alle Waren mussten der Casa übergeben werden, wurden von dieser begutachtet, zu einem vereinbarten Preis verkauft und verzollt und die Erträge an die jeweiligen Eigentümer ausgezahlt.
Die Casa da Índia diente als Zollbehörde, Rechnungshof und Buchhaltungsbüro für die Gelder und Waren der einzelnen überseeischen Niederlassungen und als Archiv, sie war als Lagerverwaltung, Personalbehörde der Seeleute, Militärs und Händler, aber auch als eine der weltweit ersten Postdienste tätig. Die Casa da Índia setzte die Preise fest, realisierte und überprüfte Einkäufe, Verkäufe und Zahlungen, sie rüstete die Flotten aus, kümmerte sich um das nötige militärische Geleit, fertigte die ein- und auslaufenden Schiffe ab und stellte die verschiedenen Zertifikate, Genehmigungen und Lizenzen aus. Durch die Casa da Índia wurden die königlichen Beamten in Übersee ernannt und überwacht, aber auch die königlichen Erlasse, Bestimmungen und Gesetze in Übersee verbreitet.
Zwischen 1506 und 1570 hatte die Casa da Índia besonders das offizielle königliche Monopol für alle Einfuhren und Verkäufe von Gewürzen, Seide und Schellack sowie für die Ausfuhr von Gold, Silber, Kupfer und Korallen durchzusetzen. Besonders das königliche Monopol auf Kupfer brachte große Gewinne, da Kupfer in Indien und Westafrika reißenden Absatz fand. Allein zwischen 1495 und 1521 kaufte die portugiesische Krone in dem damaligen Zentrum des internationalen Handels, in Antwerpen, ca. 5.200 t zumeist von den Fuggern aus Ungarn geliefertes Kupfer, das zum größten Teil nach Indien verschifft wurde.
Der Monopolhandel blieb bis 1570 profitabel und stärkte das Eigenkapital und die Kreditfähigkeit des portugiesischen Staates. Gleichzeitig ist es wichtig zu betonen, dass dieser Monopolhandel immer auch von einem weitgehend freien Handel mit anderen Produkten wie Textilien, Waffen, Papier und Papierwaren oder gesalzenem Fisch (u. a. Bacalhau) begleitet wurde. Der Anteil der Krone am Gesamthandel mit Asien betrug 1506 ca. 25 % und stieg im Verlaufe des Monopols auf 50 % und mehr, verdrängte jedoch die privaten Kaufleute niemals völlig aus diesem Geschäft. Königliche Monopole wurden auch immer wieder durch die Casa da Índia an private Kaufleute für eine bestimmte Zeit verpachtet.
Diese Monopolbestimmungen galten auch für den nicht das Mutterland betreffenden Handel in Übersee zwischen Goa, der Hauptstadt des Estado da Índia ab 1510, und den verschiedensten Handelsniederlassungen in Asien und Afrika. In diesem Zusammenhang oblagen der Casa da Índia auch Polizeidienste bei der Bekämpfung von Schmuggel und Piraterie.
Nach 1570 werden die Monopole außer beim Einkauf von Gewürzen und dem Handel mit Kupfer und Silber wieder aufgehoben.
Die ersten uns bekannten Geschäftsordnung und Zollbestimmungen der Casa da Índia stammen aus dem Jahre 1495 und vom 3. Juli 1509, die durch königlichen Erlass am 2. August 1537 bestätigt und verlängert wurden. 1519 wurde der Casa die Aufsicht und Besteuerung des Handels mit afrikanischen Sklaven übertragen und zwischen 1592 und 1594 wurde in der Casa da Índia eine eigene Abteilung (consulado) gegründet, die sich mit dem Schutz der Häfen und der Bekämpfung der Piraten beschäftigte.
In den Jahren um 1600, zur Zeit der Personalunion zwischen Spanien und Portugal (1580–1640), wurde durch den spanischen König eine aus drei Kastiliern bestehende Kommission zur Überwachung der Casa da Índia eingesetzt, was zu großen Widerständen in Portugal führte.
Mit dem Niedergang des portugiesischen Handelsimperiums und dem Verfall der politischen Macht ging auch die Bedeutung der Casa da Índia schrittweise zurück. Mit der Herausbildung der konstitutionellen Monarchie und der Entstehung neuer Staatsstrukturen in Portugal in der ersten Hälfte des 19. Jahrhunderts gingen die verschiedenen Bereiche der Casa da Índia dann in den neuen Ministerien und Behörden auf.
Am 17. September 1833 wurde die Casa da Índia per Dekret aufgelöst und die ihr noch verbliebenen fiskalischen Aufgaben der Zollbehörde von Lissabon, Alfândega Grande de Lisboa, zugeordnet.